# Jill Bakken
Jill Bakken, född 25 januari 1977 i Portland, Oregon, är en amerikansk bobåkare sedan 1994. Hon tävlade i bob tillsammans med Vonetta Flowers, de vann guldmedalj i OS 2002. Hennes bästa världscupsäsong var 1999–2000 då hon kom tvåa i totalen. Hon har studerat vid Eastern Washington University samt spelat fotboll vid University of Utah och Oregon State University.
Hon har därefter varit coach för det kanadensiska bob-landslaget.